# Bambú gros
El bambú gros (Bambusa vulgaris) és una espècie de bambú i planta nativa d'Indoxina i de Yunnan al sud de la Xina, però es cultiva en molts altres llocs. Entre els bambús és una de les espècies més grosses.

## Descripció

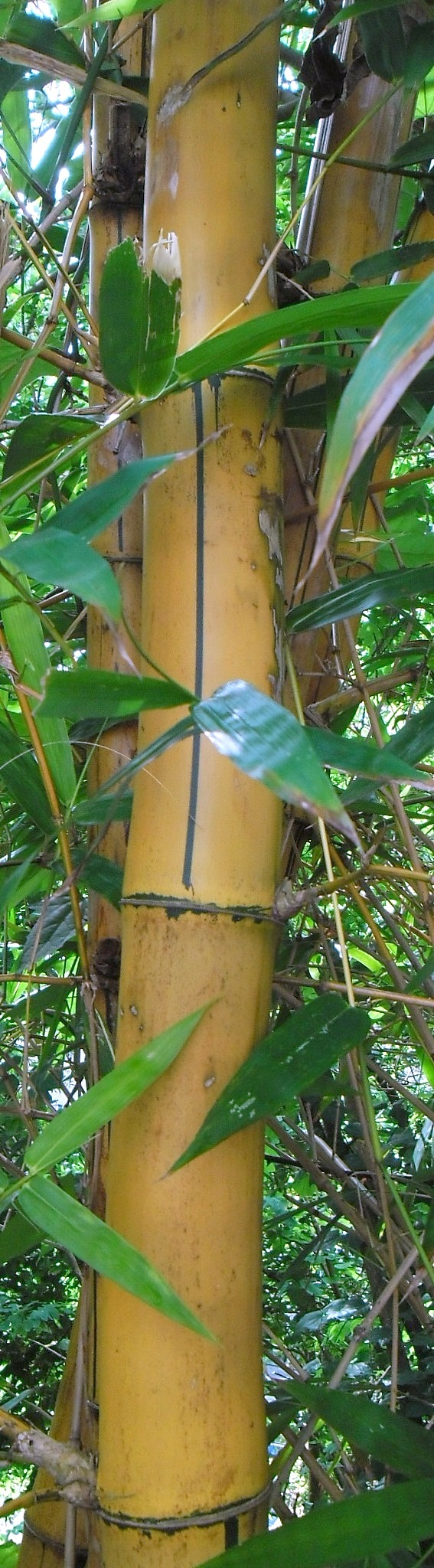
tija

Bambusa vulgaris no té espines. té brots de color daurat i les fulles verd fosc. Les seves tiges no són rectes. Les seves tiges poden arribar a fer de 10 a 20 m d'alt i de 4 a 10 cm de diàmetre.
La seva composició química mitjana és cel·lulosa 41-44%, pentosans 21-23%, lignina 26-28%, cendres 1,7-1,9%, i silici 0,6-0,7%.

### Cultivars
Com a mínim es distingeixen tres agrupacions de cultivars de B. vulgaris
- Plantes amb tiges verdes
- Plantes amb tiges grogues, Bambusa vulgaris var. Striata.
- Plantes amb tiges d'uns 3 m d'alt, Bambusa vulgaris var. Wamin.

- Aureovariegata (Bambusa vulgaris var. aureovariegata Beadle[3]):
- Striata (Bambusa vulgaris var. striata (Lodd. ex Lindl.) Gamble[3]):
- Wamin (Bambusa vulgaris f. waminii T.H.Wen[3]):
- Vittata (Bambusa vulgaris f. vittata (Rivière & C.Rivière) McClure[3]):>
- Kimmei:
- Maculata:
- Wamin Striata:

## Usos
Bambusa vulgaris té una gran varietat d'usos, incloent el de la tija com combustible i el de farratge en el cas de les fulles,
B. vulgaris var. Striata es fa servir com planta ornamental. Els brots de bambú d'aquesta espècie es mengen bullits i de vegades com planta medicinal. També es fan servir per a la construcció, per a fer mobles i paper.

## Toxicitat
Entre tots els bambús, només els brots de B. vulgaris contenen taxifil·lina (un glucòsid cianogènic) que funciona com un inhibidor enzimàtic en el cos humà, però es degrada quan es bull la planta. És altament tòxic i la dosi letal per als humans és d'uns 50–60 mg.